# Valeriana verrucosa
Valeriana verrucosa là một loài thực vật có hoa trong họ Kim ngân. Loài này được Schmale miêu tả khoa học đầu tiên năm 1937.